# Unique
Unique је назив трећег албума Нине Бадрић, издат 1999. године за продукцијску кућу Кроација рекордс.

## Песме
На албуму се налазе следеће песме: